# Trachinus
Los peces araña o peces escorpión son el género Trachinus, un género de peces perciformes de la familia Trachinidae. Se distribuyen por la costa este del océano Atlántico, mar Mediterráneo y una especie en el sureste del océano Pacífico (Trachinus cornutus).

## Especies
Se reconocen las siguientes ocho especies:
- Trachinus araneus Cuvier, 1829. - Araña.
- Trachinus armatus Bleeker, 1861. - Araña o araña de Guinea.
- Trachinus collignoni Roux, 1957. - Araña aletona.
- Trachinus cornutus Guichenot, 1848. - Araña cornuda.
- Trachinus draco Linnaeus, 1758 - Escorpión, araña o faneca brava.
- Trachinus lineolatus Fischer, 1885. - Escorpión rayado.
- Trachinus pellegrini Cadenat, 1937. - Araña de Cabo Verde.
- Trachinus radiatus Cuvier, 1829. - Víbora.